# Belgie na Letních olympijských hrách 1972
Belgie se účastnila Letní olympiády 1972 v německém Mnichově. Zastupovalo ji 88 sportovců (82 mužů a 6 žen) ve 14 sportech.

## Medailisté
| Medaile | Jméno           | Sport    | Soutěž              |
| ------- | --------------- | -------- | ------------------- |
| Stříbro | Emiel Puttemans | Atletika | Muži 10 000 m       |
| Stříbro | Karel Lismont   | Atletika | Muži maratonský běh |